# 拷問
拷問（、英: torture）とは、被害者（拷問を受ける者）の自由を奪った上で、肉体的・精神的に痛めつけることにより、相手の意思や尊厳を破壊し、加害者（拷問を行う側）の要求に従うように強要する事。特に拷問を受ける側の持つ情報を自白させる目的で行われる。
1984年には国際連合総会で拷問等禁止条約が採択された。

## 概要
拷問によって得られた情報は重要であると考えられ、洋の東西を問わず古来から広く行われた。拷問は尋問と組み合わせて用いられることが多く、対象者から情報を引き出すために肉体的・精神的な苦痛によって追いつめていき、自白させる。多くはいくつかの原則に則って行われるものであり、自白と引き替えにすぐに苦痛を和らげることで対象者に機会を与え、自白への誘惑をより一層強める。国際連合の「拷問等禁止条約-拷問及び他の残虐な、非人道的な又は品位を傷つける取扱い又は刑罰に関する条約」において、世界的に禁止されている。
現在の日本においては、日本国憲法上「公務員による拷問は絶対にこれを禁じ、かつ、拷問によって得られた自白は証拠として使えない」と定められている。日本国憲法が唯一「絶対に」と明文で禁じている行為である。
混同しないように注意しなければならないのは、法律用語としての拷問は、あくまでも刑事訴訟法に基づく取調べであって、刑法に基づく刑事罰ではないことである。そのため、ギロチンなどの死刑や刑事罰としての鞭打ちなどは拷問ではない。現代でも法定刑罰として鞭打ちなどを行っている国家はあるが、これは刑罰であって拷問ではない点に注意が必要である。
ただし罰であったり、長期間の大きい苦痛の末の殺人であったりしても、国家ではなく犯罪者によるなど、文脈によっては拷問と呼ばれることもある。文化人類学の文脈における儀式性の高い殺害も拷問と呼ばれる。
また、拷問は相手に何らかの要求を聞くよう強要するためにも行われてきた。代表的なものとしては、相手の信仰を改宗させるために行う場合がある。日本にも、キリシタン弾圧に際して行われてきた歴史がある。共産主義国では、反革命思想を矯正するために拷問が用いられた事も多い。戦争においては、相手が持つ情報を聞き出すために行われてきた。
拷問は、容疑者や拷問者の精神状態に変容をもたらし、妄想を増幅させる危険性があるとされている。現代では情報の正確性を重視し、自発的な情報提供を促すため嗜好品で懐柔する手法がある。

## 歴史

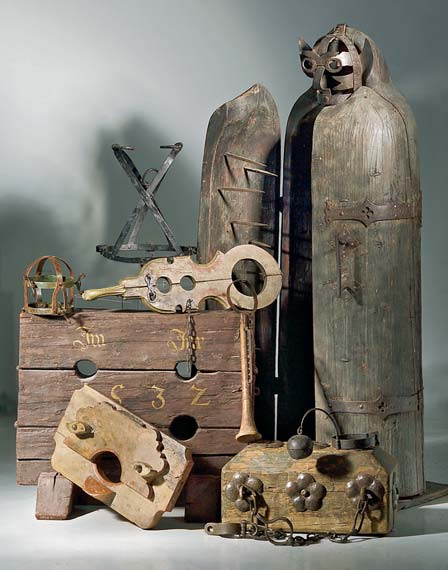
ニュルンベルクで使われたさらし台などの拷問道具

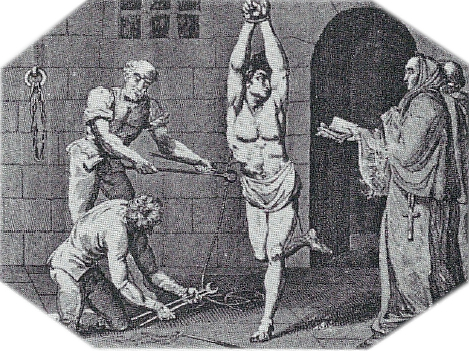
1700年ごろのカトリック教会のスペイン異端審問

現在では国際的に絶対の禁忌として厳禁されているが、法制度化は19世紀になってからである。そもそも刑事訴訟法において拷問が必要だったのは、証拠や自白に拠らない古代の神明裁判の克服に必要だったためであった。役人の恣意に歯止めをかけ、理論的な法体系に基づく証拠による判決が制度化されると証拠として自白が重要になり、取調べの法的手段として拷問が使われた。ヨーロッパではザクセンシュピーゲル・ラント法が最初だとする説がある。ここでは「長さ2ダウメネスの1本の生の樫の枝をもって32回打つ」と法定されていた。なお古代ギリシャ・ローマ時代では奴隷に対する主人の拷問などが合法であった。
魔女狩りでは悪魔との契約について自白を迫るための拷問が行われた（後世の創作もある）。なお「針を刺して痛みを感じなかったら魔女」とか「水に沈めて浮かんできたら魔女」等の神明裁判は自白を強要しない点で異なる。

### 近世ドイツ
1532年にドイツ初の統一的な刑事法であるカロリナ法が制定されると、法定拷問として「さらし台」が規定された。これは「謀殺、故殺、嬰児殺し、毒殺、横領、放火、反逆、窃盗、魔術」の九罪の容疑者に限定された上、どのような場合に該当するのかも細かく定められ、違反した裁判官と役人には拷問を受けた人への補償責任を明記するなど、近代的内容が規定されていた。しかし、3回の拷問に耐えられた場合には釈放されるルールのところ、被告ギリーのように実際は12回の拷問が行われていたケースや、バンベルクの裁判調書に被告アンゲリカ・デュースラインに対し午前11時から午後3時までボック（木馬）に4時間乗せられていた記録など、規定が反故にされるケースも多々見受けられた。当時贈収賄による減刑などの問題があったため、容疑者の自白がない場合に拷問官の収賄が疑われる場合があったためである。防衛策として、自白のための過剰な拷問の禁止や、拷問を行いながらの調書の作成などが行われるようになっていった。あるいは、拷問官のストレスを和らげる目的で拷問の際に飲むことが許されていたワインが冷静な判断を欠かせる要因になったことも否定できない。
当時は刑事事件の解決手段としての拷問は正当との認識が有ったと考えられ、皇帝カール五世は次のように語ったと伝えられる。「拷問、および、真実の確定に役立つすべての調査あるによりて、原告人によりて収牢せらるる者どもに関し明瞭にのちに記述せられ規定せられいるごとくに、行為者の自白に基づく有責判決もまた許されるべし」

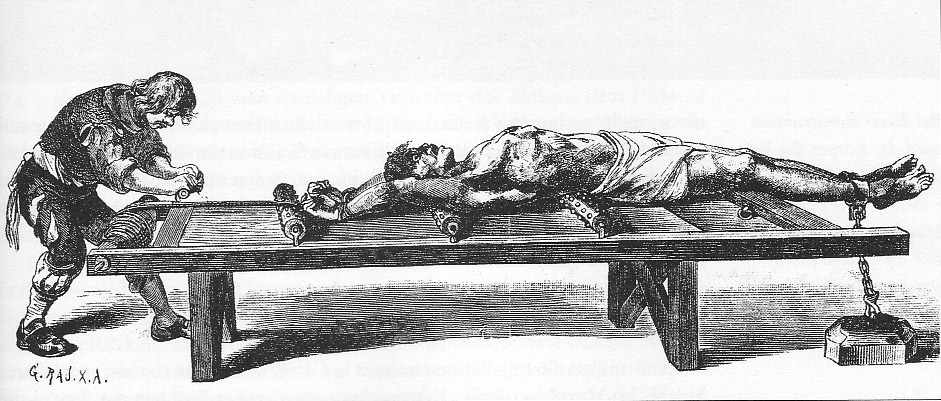
古代よりヨーロッパで用いられた拷問器具「拷問台（ラック）」

拷問が司法手続きの一部として法整備が行われると、専門の公務員も誕生した。この拷問官は職業上人体生理・心理学に通暁するため、医学的な相談を非公式に受けることもあった。なお拷問を行わない処刑人とは別の職業であった。

### 近代フランス
近代になると、拷問によって得られた自白の証拠能力が疑問視され始めた。1757年にルイ15世暗殺未遂の罪によってロベール＝フランソワ・ダミアンが死刑執行前に拷問にかけられて共犯者の名前を自白させられたが、実際は単独犯であった。ところが、フランスの高等法院は結果的に無実の人間への逮捕状を発給して、拷問にかけた。ダミアンは拷問後に処刑されているため、再度問い直すことも出来ないまま終わった。この事件が問題視され、フランスでは1788年に拷問が全面禁止となった。
また、近代以前の戦争では略奪・強姦・奴隷獲得は各兵の重要な目的であり、敵性地域の人々が隠した食料・宝物・家畜・女子などのありかを拷問で聞き出すことは、現代の紛争に至るまで行われている。三十年戦争を題材とした絵などが多く見られる。

### 共産主義国家
共産主義国家でも拷問が行われた。ロシア革命によって成立したソビエト連邦では、ウラジーミル・レーニンらによって創設された秘密警察チェーカーが、反革命分子を弾圧する赤色テロが行われ、そのなかでさまざまな拷問が行われた。
ソ連の衛星国家だったハンガリーでも拷問が行われた。ハンガリーの経済学者コルナイ・ヤーノシュは、監獄で拷問をうけ、虚偽の自白を迫られたと友人の編集者から伝えられ、共産党に幻滅した。拷問を行った担当官もコルナイの知り合いで、彼が情熱的で献身的な共産主義者であり、決してサディスト的な性格ではなかった。したがって、党の敵とされた者には、拷問をつかって「真実」を引き出そうとし、嫌疑を認めるまで拷問を続けるという手法が普通の手段だったことがわかった。コルナイは、自分が信じてきたもの、考えてきたものを修正しなければならないとコルナイは考えるにいたった。

## 日本における歴史
罪人に苦痛を与えて白状を強要させる拷問は、日本でも古代から存在していたと推測されるが、公式に制度化されたのは奈良時代、大宝律令が制定されてからである。

### 古代・中世
律令で定められた拷問は、罪の容疑が濃厚で自白しない罪人を、刑部省の役人の立ち会いのもと、杖（拷問に用いる場合は訊杖（じんじょう）といった。長さは3尺5寸=約1 m（メートル）で、先端が4分=約1.2 cm（センチメートル）、末端が3分=約0.9 cmと定められていた）で背中15回・尻部15回を打つもので、自白できない場合は次の拷問まで20日以上の間隔をおき、合計200回以下とする条件で行っていた。皇族や役人などの特権者、16歳未満70歳以上の人、出産間近の女性に対しては原則的には拷問は行われなかった。ただし、謀反などの国事に関する犯罪に加担していた場合は地位などに関係なく行われ、そのうえ合計回数の制限もなかったと考えられる。このため拷問中に絶命する罪人も少なくなかった。奈良時代の著名な政変の一つである橘奈良麻呂の乱で、謀反を企てた道祖王、黄文王、大伴古麻呂、小野東人らが杖で長時間打たれた末、絶命したのは有名だが、他にも承和の変や応天門の変、伊予親王の変などでも容疑者を杖で打ち続ける拷問が行われたとされている。やがて遣唐使中止や延喜の治の頃になると、杖で打つ拷問は廃れていったと考えられる。
鎌倉幕府法では杖で打つ拷問が定められている。

### 近世

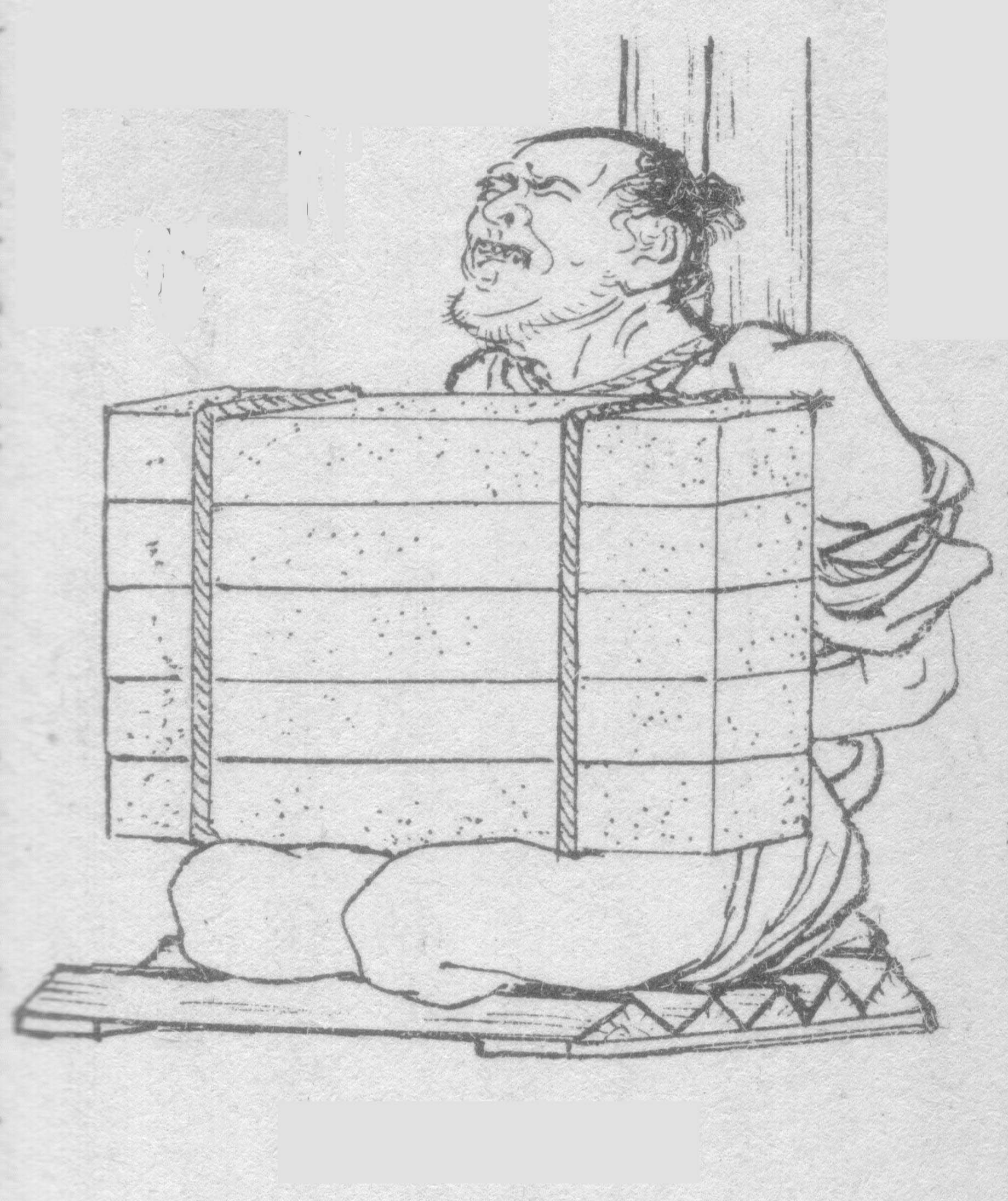
石抱

戦国時代から江戸時代後期までは駿河問い、水責め、木馬責め、塩責めなどの様々な拷問が行われたが、1742年の公事方御定書により拷問の制度化が行われ、笞打（）・石抱・海老責（）・釣責の4つが拷問として定められた。
その中でも笞打・石抱・海老責は「牢問」、釣責は「（狭義の）拷問」というように区別して呼ばれ、釣責は重い罪状に限って適用された。「牢問」は牢屋敷内の穿鑿所において痛めつける拷問で、まず後ろ手に縛って肩を打つ笞打が行われ、これで自白しない場合には裸で正座させて重い石を置いていく石抱きが行われる。これでも自白しない場合には縄で首と両足首を絞め寄せて体を海老のように曲げる海老責めが行われる。これら「牢問」3つを経ても自白しない場合は狭義の拷問たる釣責が行われる。これは牢屋敷内の拷問蔵において行われ、両手を後ろに縛り、体を宙に釣り上げる物である。
笞打と石抱はかなり頻繁に行われていたが、海老責や釣責まで行くのは稀だったという。釣責めまで行って自白を引き出すことはできなかった場合には幕府の威光に関わるためだったといわれ、その前の笞打と石抱の段階までで自白を引き出すことができるかが役人の手腕とされていたという。

#### キリシタン弾圧の拷問
島原の乱の原因となった松倉勝家が領する島原藩におけるキリシタンに対して行われたとされる拷問は、蓑で巻いた信者に火を付けもがき苦しませた蓑踊りをはじめ、硫黄を混ぜた熱湯を信者に少量注ぐ、信者を水牢に入れて数日間放置、干満のある干潟の中に立てた十字架に被害者を逆磔（）にするなどさまざまだった。これはキリスト教の棄教を迫るもので、キリシタンが拷問中に転向する旨を表明した場合、そこで拷問から解放された。拷問の結果棄教したキリシタンが数多く存在しているが、逆に棄教しない場合は死ぬまで拷問が続けられた。

#### 江戸時代の拷問批判
江戸時代の裁判は原則として自白裁判であり、特に死罪以上の重罪の場合、証拠や証人があっても本人が犯行を自供しない限り断罪できなかった。そのため、口を割らない者には拷問をかけて自白を強要することとなり、恐怖と苦痛で虚偽の自白をした者は多いと考えられる。
幕末に処刑された刑死者の埋葬を受け入れてきた回向院の院主である川口厳孝は当時の冤罪について次のように述べている。
冤罪の問題を憂慮し、本居宣長、新宮凉庭が拷問制度の不合理を主張している。
また幕末においては、慶応2年（1866年）の津田真道『泰西国法論』や慶応4年5月4日の神田孝平「西洋諸国公事裁判の事」（中外新聞33号）において既に拷問が廃止された欧州の刑事裁判制度が紹介され、同4年の鈴木唯一訳『英政如何』でも1772年のイギリスにおける拷問制度の改革に言及されている。これらは一部の識者の共感を得たとみられるが、拷問制度改革には至らなかった。

### 近代
明治初期にも拷問制度が残置され、1870年（明治3年）の新律綱領に杖による拷問が規定され、1873年（明治6年）の改定律例は断罪には自白が必要と定められた。
これに対し、1871年（明治4年）に司法省お雇外国人ボアソナードが同省構内における拷問を目撃したことからその後大木喬任司法卿に拷問廃止の建白書を提出、さらに1874年（明治7年）に前述の津田真道が本格的な拷問廃止論を展開、両者ともに無実者を出す弊害を指摘し、またその廃止が不平等条約改正の必要条件と主張。津田の『拷問論』はその2ヵ月後に司法省布達による拷問の届出制を採用させる程度の影響に終わった一方、ボアソナードは当時司法への影響力が高かったことから重視され、最終的に拷問禁止に結びついている。
1876年（明治9年）の太政官布告では断罪は証拠によることと定められた。そして1879年（明治12年）の太政官布告によって日本史上初めて拷問制度は公式に廃止された。さらに刑法によって警察官による拷問は職権乱用罪の一類型として処罰対象になった（刑法195条）。
しかし警察署内の現場では、取り調べ警察官による拷問事件が断続的に発生した。有名な拷問被害者として社会運動家の岩田義道、作家の小林多喜二がいる。第二次世界大戦中の1942年に起きた横浜事件では、雑誌編集者らに対し拷問を与え3名が獄死した。ちなみに、こちらの事件で拷問を行った警察官は有罪となった。また、1944年に発生した首なし事件では、警察官が拷問で採炭業者の男性を死亡させたが、正木ひろしが告発を行い、戦後になって拷問を行った巡査部長に有罪判決が下っている。

### 現代
日本敗戦後のGHQ統治下でも、警察が拷問による自白を多数強要していたが、サンフランシスコ講和条約後の1952年（昭和27年）に、それまで行われた逮捕者をもう一度調べ、拷問による自白の者については再審判が行われた。
現在の日本においては、逮捕後の拷問による自白は、証拠採用されず、日本国憲法の第36条や第38条第2項においても、拷問の絶対禁止が明文化されており、拷問を行った公務員は逮捕される。警察官・検察官・刑務官が拷問を行った場合、特別公務員暴行陵虐罪が適用される。
しかし、それにも関わらず日本の警察は、現在もなお非公式の場で拷問を行っている疑いがあると、アムネスティ・インターナショナルなど「人権擁護団体」から指摘され、島田事件など冤罪事件の背景にも、静岡県警察による拷問同然の過酷な自白強要の取り調べがあると指摘されている（代用監獄や人質司法も参照のこと）。
21世紀の日本においても、志布志事件では、絵踏み（踏み絵は踏ませた絵のこと）ならぬ踏み字などの事実上の拷問による事件そのものの捏造が表面化し、事件の捜査に従事した鹿児島県警察の警察官が、特別公務員暴行陵虐罪で刑事裁判となり、執行猶予の付いた有罪が確定している。
その他にも、足利事件においては、自白の強要を目的に、被疑者を突き飛ばす、身体を蹴る、頭髪を引っぱる、体をつかみ揺さぶる、長時間の聴取など拷問まがいの暴力行為を、1日あたり十数時間、数日間にかけて取調室で行なった。
リクルート事件や障害者団体向け割引郵便制度悪用事件を始め、検察庁特別捜査部の事件では、被疑者を壁の前に長時間立たせて自白を迫ったり、「○○はもう自供した」などと言って、被疑者を精神的に追い込むなど、事実上の「拷問」が、現在も人質司法を用いた長期間拘留という、取締室の密室において、日常的になされていることが明らかになっている。

## 国際法での拷問
国際法上は、拷問等禁止条約（拷問及び他の残虐な、非人道的な又は品位を傷つける取扱い又は刑罰に関する条約）により次のように定義される。

## 拷問方法の例
拷問は身体に後遺症や傷跡の残るのも辞さないものと、それらを残さないように行うものに分かれる。時代ごとに最高水準の科学技術、生理学および心理学の知識を悪用し、また儀式や性的な側面も多分にある。
- 暴行 - 鞭打ち、水責め、指締め、火責め、焼きゴテ、など肉体の一部・全体・内外を破壊損傷させる。
- 拘束 - 手枷、足枷、首枷、拘束ベルト、拘束衣、などで肉体の一部または全体の自由を奪うことで苦痛を与える。
- 特に痛覚に重きを置いた暴行 - 電気イスなど
- 虫責め - 裸にして拘束し、身体に蜜などを塗り野外に放置し、虫などに襲わせる
- くすぐり - 抵抗できない様に手足を縛り、笑いすぎて窒息するまでくすぐる
- 百刻み - 酒で酔わせ痛覚を鈍らせた上で、身体のあちこちの肉を削いで行く
- 生理現象の制限 - 睡眠、食事、排せつなどを制限する
- 脅迫 - 脅迫によって不安を与える。拷問場を見せることも拷問であり、家族などを拷問することもある。
- 侮辱行為 - 公衆の面前で曝しものにする、穢れや宗教的な冒涜を強いるなど
- 性的虐待 - 強姦など
- 精神的な苦痛。
- 拷問具 - 処刑具をかねるものもある。また複合的な効果をもたらすものもあった。
  - 打つ - 一本鞭、笞（しもと）、猫鞭、イバラ鞭、鎖鞭、クヌート
  - 裂く - 猫の爪（スペイン式くすぐり器）、 乳房裂き器、拷問の車輪、スパイダー
  - 刺す - 鉄の処女、魔女の針、祈りの椅子、看守の槍、野ウサギ（揺り籠）、異端者のフォーク
  - 掴む - スペインの蜘蛛、ワニのペンチ、鉄鋏
  - 塞ぐ - 猿轡（ギャグ）、苦悩の梨、鉄仮面
  - 圧す - 拷問の車輪、リッサの鉄棺、プレスヤード、石抱き
  - 伸ばす - 拷問台（ラック、別名にオーストリア式梯子、エクセター公の娘）
  - 固める - 海老責、ハゲタカの娘（枷）、スケフィントンの娘（箱）
  - 締める（砕く） - 親指締め器、鉄帽子・金輪（頭蓋骨粉砕器）、スパニッシュ・ブーツ、ダイス（踵砕き）、膝砕き器、トルコ式拷問具（乳房挟み）、ワニのペンチ（男性器挟み）、ゴーントレット（手枷）、貞操帯
  - 絞める - ガロット、絞柱
  - 火責め - 焼き鏝、火頂（冠）、スコットランドのブーツ、ファラリスの雄牛、クエマドロ（窯）、火責め椅子
  - 水責め - 漏斗、水責め椅子、水責め檻、舟形木馬、運命の輪（拷問水車）
  - 股割き - ロバ（三角木馬）、ユダのゆりかご、魔女の楔

拷問の方法や道具には鉄の処女や苦悩の梨など実在に疑問の余地がある拷問方法も数多い。
後世の作家などがノンフィクションであるかのように架空の拷問を著作物に登場させ、
さらに、架空の拷問道具を実際に作成して販売する業者まで現れた。
また、拷問が全面禁止された後でも貴族など裕福層で使いもしない拷問道具をコレクションすることが流行した。
これに業者が便乗して独創的で見た目に面白い拷問道具を独自に作成して、中世時代にまるで実際に使われていたかのようなふれこみで販売したため、
鉄の処女などに代表されるような実用不明な拷問道具が現代に大量に残ることになった。
このため、拷問として伝承されている物の中には実在しなかった空想上の拷問も数多い。

### テレジア法における拷問のマニュアル
ヨーロッパ諸国の刑法の中では、カロリナ法は文言の恣意的解釈による拷問官の独自の拷問が行われる余地があった。それを受けバイエルン法では規定を具体化し、恣意性を排除し、一定の拷問が行われるよう対策が講じられた。1768年マリア・テレジアによって公布されたテレジア法では、さらにそれを推し進めイラストによる図解が付記され、拷問官や裁判官によって恣意的な解釈がなされないよう拷問をマニュアル化したことに特徴がある。その中での代表的拷問手法を以下に記述する。
- 親指詰め

2枚の鉄製の板に対称に突起が与えられ、間に親指を差し込み圧迫することによって使用する。突起は上下15個ずつ計30個、サイコロの5の目に並んだ突起が3つ横に並ぶように配置されている。鉄製のネジを専用のハンドルで絞めていくため、場合によっては指先が潰れてしまう事もありえた。
- 紐絞め

6 mから10 mほどの麻縄の一端に輪を作り、もう一方の先端をその輪に通しながら被告の水平に伸ばした両腕を手首から肘まで等間隔に食い込むよう合計14回縛り上げる。
なお、オーストリア地方では椅子に座らせた被告の両手首を後ろ手に3回縛るという簡易的手法がとられたが、それだけでも血行が阻害され長時間耐えることは困難であった。
- 梯子吊るしと蝋燭責め

まず後ろ手に縛った両手首を梯子の上方に固定する。次いで仰向けに梯子に寝かされた被告の足首を紐で縛り、これを梯子の下部に固定されたハンドルに結びつけ、ハンドルを廻し下に引っ張る。通常3時間半は引っ張られた状態のまま放置された。すると人間の体は30 cmほど伸びるという。さらにはこれに40 g（グラム）の蝋燭8本を束ねたものを2つ用意し、それを両脇腹にあてることによって苦痛を与える。
スペインやドイツの場合では被告が水平に寝かされているが、テレジア法の場合では梯子が45度に傾けられている点に特徴があり、引っ張る力に体重が加わるため苦痛が増した。
- スペインのブーツ責め

スペインの異端審問の際に用いられたことからこのような名前が与えられた。親指責めの要領で2本の下肢を、それぞれ30個の突起がついた鉄製の金属板で締め上げる。15分も行えば苦痛のあまり気絶することが多く、60歳過ぎの老女が12時間にわたるこの拷問の結果、死に至った例も存在する。
- 天井吊るし

被告は後ろ手に縛られ、大掛かりな車輪に結び繋がれたロープでもって天井の定滑車を通し、縛り上げられた両手首から吊り上げることによって苦痛を与える。さらに過酷な場合には10 kg（キログラム）から20 kgの重りを脚に付けることによって荷重を増す手法もとられた。
また、特に残酷な方法として吊り上げた状態から急激に床へ叩きつけるなどの行為が行われることあったが、テレジア法では禁止されていた。これの拷問では腕を脱臼し、釈放されても職人は仕事に就けないことが多かった。

### 軍隊の例
イギリス軍はFive techniquesという手法を開発し、1971年に北アイルランド問題のデメトリオス作戦にて初めて行われた。Shackleton Barracksに収容された容疑者に、7日の間、収容者はフードを被せられ、冷たい独房で手錠をかけられ、継続的に大きな摩擦音を鳴らされた。これによって、（１）長時間の壁立ち（ストレスのかかる姿勢）、（２）騒音、（３）感覚遮断用フード、（４）睡眠妨害、（５）食事抜きという拷問が組み合わさった拷問となった。

## 主要な拷問事件
- 甘粕事件
- 横浜事件
- 免田事件
- 袴田事件
- 足利事件
- 氷見事件
- 志布志事件
- 死のう団事件
- 梅田事件
- 八海事件